# Rhinopoma macinnesi
Rhinopoma macinnesi é uma espécie de morcego da família Rhinopomatidae. Pode ser encontrado na Etiópia, Somália, Quênia e Uganda.